# Felix Manz
Felix Manz (anche menzionato come Felix Mantz) (Zurigo, 1498 – Zurigo, 5 gennaio 1527) fu un anabattista svizzero, giustiziato per la sua fede su ordine del Consiglio della città di Zurigo mediante annegamento nel fiume Limmat.

## Biografia
Figlio naturale del canonico Johannes Manz, appartenente ad una famiglia che aveva avuto diversi esponenti nel consiglio cittadino di Zurigo, Felix ebbe una buona cultura, avendo studiato come borsista a Parigi, dove apprese il latino, il greco e l'ebraico. Si appassionò alla riforma religiosa e divenne un seguace di Zwingli, finché il problema del battesimo dei bambini non li divise. Con Conrad Grebel e Georg Blaurock Manz fondò il gruppo dei Fratelli svizzeri che, fondandosi sulla Scrittura, ammetteva soltanto il battesimo degli adulti. Il 17 gennaio 1525 tenne sul tema, affiancato da Grebel, una disputa pubblica con Zwingli, che l'assemblea dichiarò vincitore e impose il rispetto della decisione pena l'esilio dalla città. I Fratelli svizzeri non si adeguarono e iniziarono a battezzare gli adulti che ritenevano nullo il battesimo impartito loro alla nascita.
Una seconda disputa si svolse il 20 marzo 1525 ed ebbe ancora esito negativo per i Fratelli, che avevano chiesto anche l'abolizione della pena di morte e il rifiuto dell'uso delle armi. Tutti loro, quattordici uomini e sette donne, furono imprigionati. Fuggiti il 5 aprile, furono nuovamente catturati. Ancora liberati, Manz andò a predicare a Grüningen e poi a Coira, dove abitava Blaurock. Anche qui fu arrestato e il 18 luglio fu estradato a Zurigo. Liberato il 7 ottobre, continuò a frequentare il gruppo degli anabattisti. Riuscì in un primo tempo a sfuggire a un nuovo arresto, poi fu incarcerato il 30 ottobre. Il Consiglio di Zurigo decise di far tenere una nuova disputa pubblica che l'8 novembre si concluse negativamente per gli anabattisti, e il 18 novembre Blaurock, Grebel e Manz furono condannati alla prigione in regime di pane e acqua. Liberati dopo breve tempo, ripresero la predicazione sulle alture di Zurigo.
Manz, Grebel, Blaurock e altri quindici anabattisti furono ancora arrestati e condannati il 7 marzo 1526 alla prigione a pane e acqua, con l'avvertenza che al prossimo arresto sarebbe stata loro inflitta la pena di morte. In aprile Manz, Grebel e Blaurock si stabilirono nei Grigioni. Il 3 dicembre 1526 Manz e Blaurock furono arrestati a Grüningen, mentre battezzavano degli adulti, e trasferiti a Zurigo. Mentre Blaurock, non essendo cittadino di Zurigo, venne frustato e bandito dalla città, il 5 gennaio 1527 Manz fu condannato a morte per annegamento. Manz fu legato e messo su una barca che lo portò al largo del lago di Zurigo. Prima che il carnefice lo spingesse in acqua, ebbe il tempo di salutare la madre e i fratelli che assistevano all'esecuzione dalla riva, e a intonare l'inno In manus tuas, Domine, commendo spiritum meum. Fu poi sepolto nel cimitero di Sankt Jakob a Zurigo.